# Cão d'água irlandês
A cão d'água irlandês[Nota] (em inglês:  Irish water spaniel) é uma raça cuja origem não está totalmente clara, apesar dos sinais de influência de cães d'água europeus de pêlo enrolado. De pelagem quase à prova d'água, é classificado como um animal de vigor intenso e habilidades para nadar, qualidades estas que o tornaram excelente para o trabalho no inverno em estuários largos. Ainda que seu temperamento seja dito meigo, silencioso e fiel, e que seu adestramento seja considerado fácil, não se popularizou como cão de companhia, talvez por sua excessiva energia aliada a seus 30 kg.